# Église San Giuseppe Maggiore dei Falegnami
L'église San Giuseppe Maggiore dei Falegnami (Saint-Joseph-des-Charpentiers), autrefois église de la Sainte-Famille, est une église historique de Naples, une des plus importantes de la périphérie du cœur historique de la ville. Elle se trouve dans le quartier de Poggioreale, du côté Est, et donne via Carlo Bussola.

## Historique
L'église remonte au XVe siècle et elle est alors consacrée à la Sainte Famille. En 1934, le cardinal Ascalesi la consacre à saint Joseph, après y avoir fait transférer le décor, les ornements et les marbres de l'église San Giorgio Maggiore située dans le centre historique.
Elle est endommagée par les bombardements alliés de la Seconde Guerre mondiale, puis restaurée après la guerre.

## Description

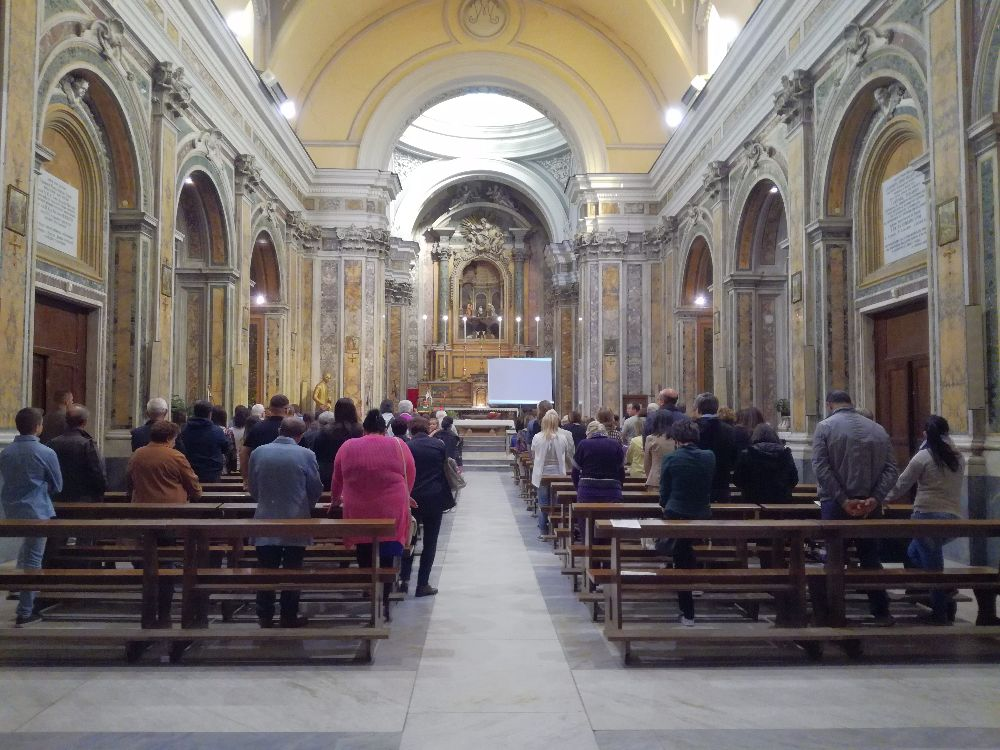
Intérieur de l'église.

L'imposante façade présente un portail de piperno flanqué d'une paire de lésènes corinthiennes et surmonté d'une grande fenêtre encadrée de piperno. Elle se termine par un fronton triangulaire à la grecque orné d'un médaillon. L'église est couronnée d'une coupole recouverte de tuiles de majolique.
L'intérieur présente un décor précieux original avec par exemple des Anges d'Angelo Viva, un tableau représentant Le Père éternel de Giuseppe Sanmartino, le maître-autel de marbre étant de Gaetano Barba (it). On remarque deux statues de bois figurant la Sainte Vierge et Saint Joseph. Ce sont deux copies d'œuvres originales de Giovanni da Nola conservées aujourd'hui pour raisons de sécurité au musée San Martino de Naples. L'église possède des tableaux intéressants du XVIIe et du XVIIIe siècle et une Vierge du Carmel de Girolamo Imparato.